# 3773 Smithsonian
3773 Smithsonian là một tiểu hành tinh vành đai chính. Nó được phát hiện bởi nhà thiên văn học ở Oak Ridge Observatory ở 1984. Nó được đặt theo tên của Smithsonian Institution, bảo tàng phức hợp ở Washington D.C.